# 圓畸節蜱
圓畸節蜱（学名：Abacarus rotundus）为節蜱科畸節蜱屬下的一个种。